# Luciano Giovannetti
Luciano Giovannetti (Pistoia, 25 de setembro de 1945) é um atirador olímpico italiano, bicampeão olímpico.

## Carreira
Luciano Giovannetti representou a Itália nas Olimpíadas, de 1980, 1984, 1988 conquistou a medalha de ouro na Fossa olímpica, em 1980 e 1984, foi o primeiro a defender o título olímpico na fossa olímpica.